# Evropská silnice E59
Evropská silnice E59 je evropskou silnicí 1. třídy ve směru sever-jih. Začíná v Praze, prochází Vídní, Mariborem a končí v Záhřebu. Celá trasa měří 644 kilometrů. E59 je z větší části vedena po dálnicích, některé úseky jsou vedeny jako rychlostní silnice, ale některé dosud jako dvouproudé silnice s úrovňovými křižovatkami, v Česku mnohdy i skrz obce.  
Dálniční úseky jsou obecně zpoplatněny prostřednictvím různých systémů a sazeb v závislosti na státu. Od vstupu Chorvatska do schengenského prostoru roku 2023 se nikde na trase nenachází běžné hraniční kontroly. Úsek z Vídně na jih je zejména v letní sezóně velmi vytíženým tahem, po němž probíhá doprava mezi střední Evropou a dalmatským pobřežím. 
Některé segmenty trasy E59 jsou sdíleny s jinými evropskými silnicemi, jmenovitě úvodní úsek Praha–Jihlava, pak Stockerau–Vídeň a Feistritztal–Graz–Maribor.
Původně E59 pokračovala ze Záhřebu dále, přes Karlovac a pak skrz Bihać v Bosně a Hercegovině zpět do Chorvatska do přístavu Split. Toto komplikované a pomalé spojení bylo plně nahrazeno vybudováním chorvatské dálnice A1, po níž je však místo E59 značena silnice E71 (a většinu trasy i E65).

## Průběh trasy

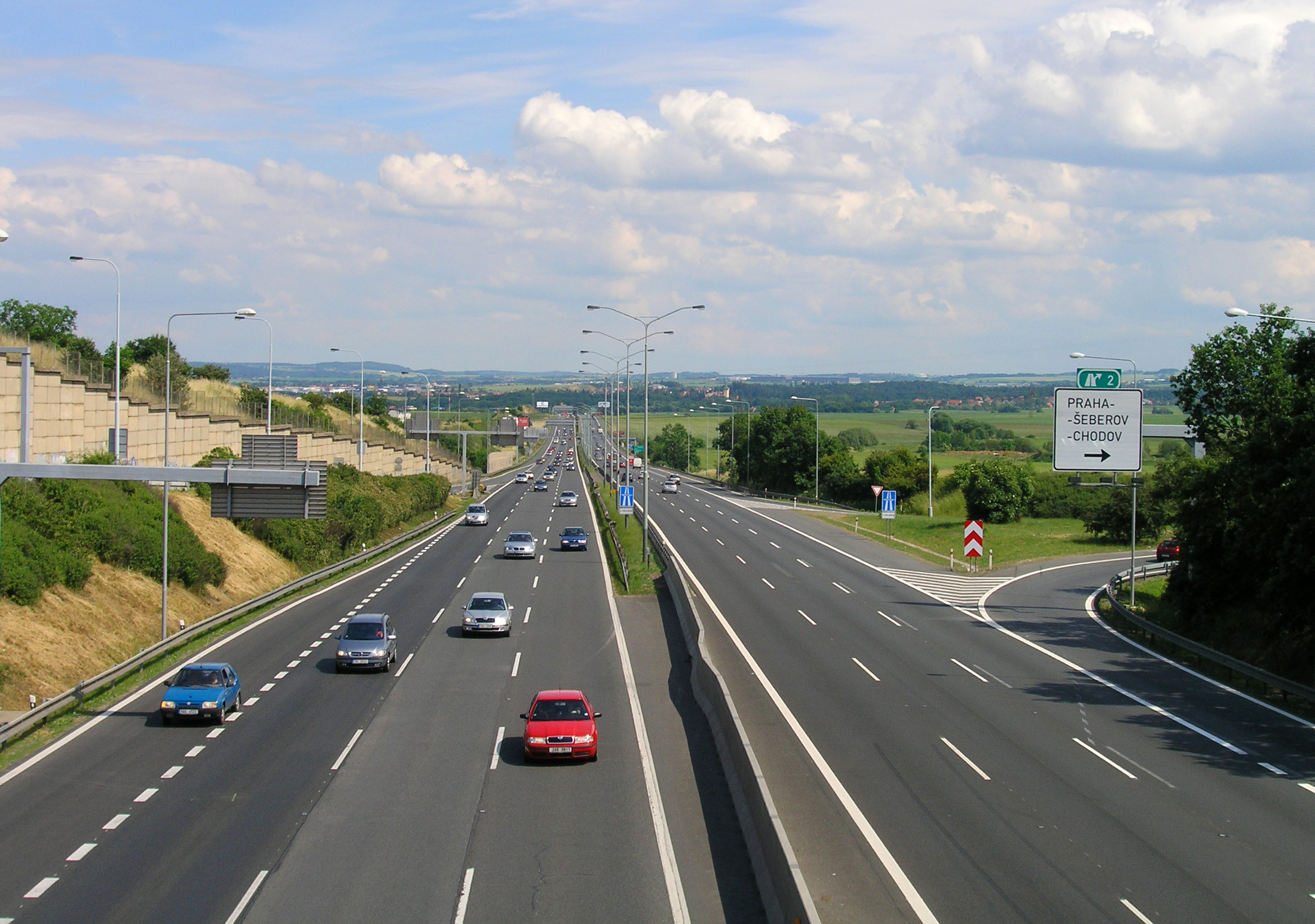
Začátek E59 na výjezdu D1 z Prahy, vedený spolu s E50, E55 a E65

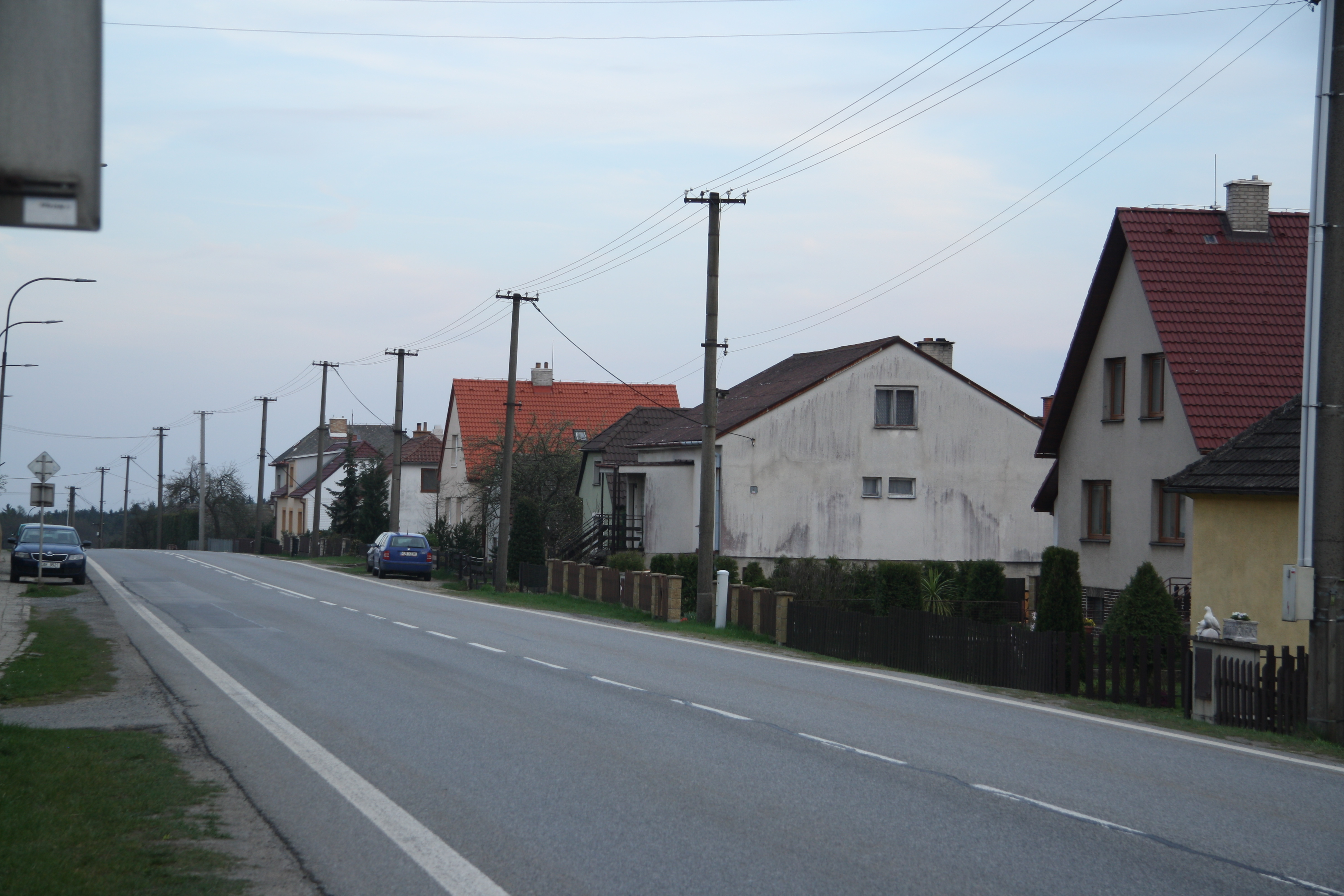
E59 vedená po I/38 skrz ves Horky (Želetava)

Trasa E59 začíná oficiálně v Praze, odkud pokračuje jihovýchodním směrem po dálnici D1 do Jihlavy, ale v terénu je kvůli souběžnému vedení s páteřními silnicemi E50 a E65 značena vesměs až od exitu 112 Jihlava, kde opouští dálnici a pokračuje na jih po silnici I/38. Ta ji vede obchvatem kolem Jihlavy, pak přes Stonařov, Želetavu, kolem Moravských Budějovic a přes Znojmo.
8 km za Znojmem se silnice dostává na hraniční přechod Hatě/Kleinhaugsdorf, odkud pokračuje do Rakouska po silnici B303, jenž je dvouproudá s úrovňovými křižovatkami, ale vyhýbá se zástavbě. Severně od Guntersdorfu se E59 přenáší na rychlostní silnici S3. Takto pokračuje až k městu Stockerau, kde se k E59 připojuje silnice E49 a začíná dálnice A22, která vede po levém břehu Dunaje až do východní části Vídně. Na křižovatce v Donaustadtu trasa mění směr na jihozápad a napojuje se na dálnici A23, jež převádí E59 přes Dunaj a na jižní předměstí Vídně. Odtud pokračuje dále na jih jako dálnice A2. Cestou prochází kolem Vídeňského Nového města a pahorkatinou Bucklige Welt. V údolí Bystřice (Feistritz) se k E59 připojuje silnice E66 a trasa se obrací na západ ke Štýrskému Hradci. U něj na dálniční křižovatce přechází E59 na dálnici A9, a místo E66 (která pokračuje po A2) s ní dále vede silnice E57, opět na jih až jihovýchod. Po 40 km údolím Mury se trasa dostává na hraniční přechod se Slovinskem Spielfeld/Šentilj.
  

Od hranic je na severu Slovinska E59 vedena jako Dálnice A1 (Slovinsko). Jižně od Mariboru E59 opouští dálnici A1 (po níž pokračuje E57) a přechází na dálnici A4, která ji vede kolem Ptuje až na hraniční přechod Gruškovje/Macelj do Chorvatska. 

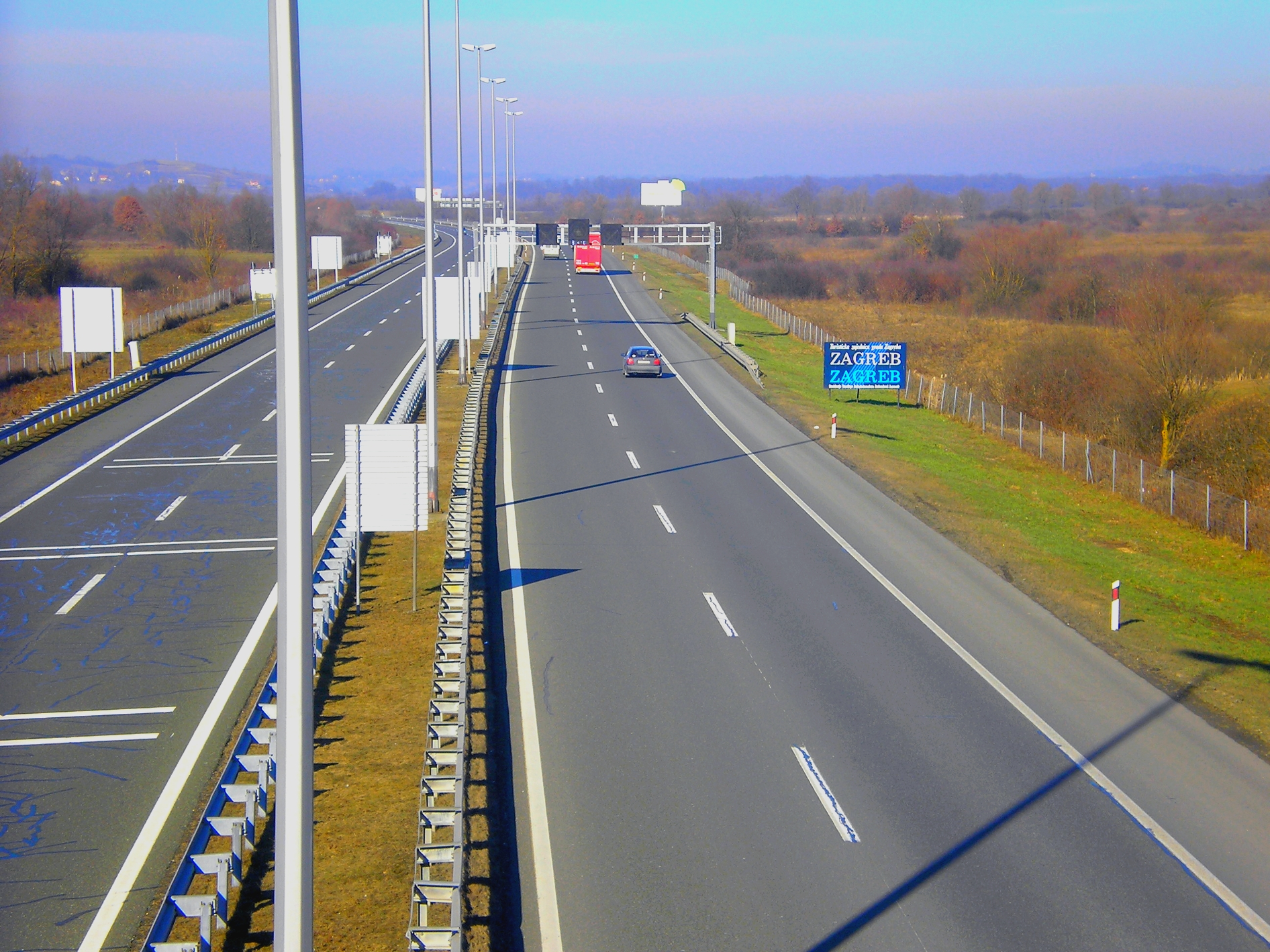
Chorvatská dálnice A2 poblíž jižního konce E59

Na chorvatském území je E59 vedena po dálnici A2, která mezi Đurmancem a Krapinou není dokončena a je v provozu jen v polovičním profilu. Od Krapiny pokračuje již v plném profilu do Záhřebu. Zde trasa končí navázáním na dálnici A3 a evropské silnice E65, E70 a E71.
Původně E59 pokračovala dále na jih do Bihaće v Bosně a pak dále do Splitu, na pobřeží Jaderského moře. Nicméně tento úsek byl následně převeden do trasy evropské silnice E71, což lépe vyhovuje systému číslování.  
E59 sdílí řadu úseků s jinými evropskými silnicemi. Část trasy mezi Prahou a Vídní odpovídá Panevropskému koridoru IV a úsek mezi Štýrským Hradcem a Záhřebem zase odpovídá Panevropskému koridoru Xa. 

### Alternativní trasa
Mezi Jihlavou a Vídní může být (dle aktuálního provozu) výhodnější zůstat na dálnici D1 a dále použít D52 (resp. silnici I/52) a rakouskou dálnici A5. Při běžném provozu je však tato cesta rychlejší pouze asi o 15 minut, s vysokým rizikem kolon na D1 u Brna, a každopádně je o 35 km delší. Výhodou je ale trasování téměř zcela po dálnicích a jen přes jednu obec (okrajem Mikulova).

### Historie
Podle původního číslování evropských silnic byl úsek dnešní E59 z Jihlavy do Vídně číslován jako E84 (přičemž úsek Praha–Jihlava byl součástí E15). Úsek z Vídně do Štýrského Hradce (původně do Mostu nad Murou) byl částí páteřní silnice E7 a následovala odbočná silnice E93, která ale z Mariboru pokračovala do Lublaně. Zbytek pozdější E59 součástí původní sítě nebyl.
Do roku 1990 silnice E59 překračovala Železnou oponu (z ČSSR do Rakouska) a také hranici rakousko-jugoslávskou. I z toho důvodu v její trase nebyla vedena páteřní silnice E65, místo toho trasovaná oklikou mimo Rakousko.

## Mýtné
Některé části E59 jsou zpoplatněny mýtným. Pro výběr mýta se využívá různých systémů. V České republice při průjezdu úseku po dálnici D1 platí mýtné vozidla, která překračují hmotnost 3,5 tuny. Poplatek je zde vybírán elektronickou formou.Ostatní vozidla musí využít dálniční známku. Stejný způsob výběru poplatku je uplatňován i na rakouských dálnicích. Na slovinských dálnicích je využíván podobný systém. Nicméně vozidla překračující hmotnostní limit 3,5 tun mají na výběr hned z několika platebních možností. Chorvatská dálnice A2 rovněž podléhá placení mýtného. Zde je využíván tzv. lístkový systém. K srpnu roku 2011 existovaly podél A2 mýtnice na každém dálničním sjezdu a byly zde taktéž dvě hlavní mýtnice. Cena za průjezd závisí na druhu vozidla a délce projeté trasy. Placení mýtného je možné v chorvatských kunách nebo v eurech, popřípadě kreditními, či debetními kartami. K využití je zde také předplacené mýtné.

## Souběžnost trasy
| Stát       | km      | Silnice | Důležitá města           | Křížení      | Poznámky |
| Česko      | 0-114   | D1      | Praha Humpolec Jihlava   | D0 I/19 I/34 | Začátek severní části E59 začíná na výjezdu z Brněnské ulice v Praze. Dálnici D1 opouští E59 na exitu 112A směrem na Jihlavu. V tomto úseku je po D1 vedena ještě E50 a E65. Tento úsek vesměs není v terénu jako E59 značen. |
| Česko      | 114-209 | I/38    | Jihlava Znojmo           | I/23 I/53    | Přivaděč z Jihlavy na D1 je čtyřproudý, zbylý úsek je převážně běžná silnice s úrovňovými křižovatkami. Na několika místech jsou MÚK a rozšíření na třetí (předjížděcí) pruh.                                                 |
| Rakousko   | 209-234 | B303    | Haugsdorf Hollabrunn     | B2 B40       | Běžná silnice s úrovňovými křižovatkami. |
| Rakousko   | 234-255 | S3      | Hollabrunn Stockerau     | B4           | Rychlostní silnice |
| Rakousko   | 255-285 | A22     | Stockerau Vídeň          | S1 B8        | Na jihu dochází u křižovatky Kaisermühlen ke křížení A22 s A23. Tento úsek je veden peážně s E49. |
| Rakousko   | 285-296 | A23     | Vídeň                    | A4           | Na severu tohoto úseku pokračuje E59 za křižovatkou Kaisermühlen jako dálnice A2. Na jihu pokračuje trasa po křižovatce Inzersdorf jako dálnice A2.                                                                           |
| Rakousko   | 296-481 | A2      | Vídeň Štýrský Hradec     | A3 A21 S4 S6 | Jižní část přechází na západ od Štýrského Hradce v dálnici A9 Severní část přechází na křižovatce Inzersdorf v dálnici A23. Na části mezi Fürstenfeldem a Štýrským Hradcem je peážně vedena s evropskou silnicí E66.          |
| Rakousko   | 481-522 | A9      | Štýrský Hradec Spielfeld | B70          | Severní část tohoto úseku opouští dálnici A9 na západě Štýrského Hradce. Tento úsek je veden peážně s E57. |
| Slovinsko  | 522-548 | A1      | Šentilj Maribor          | A5           | Jižní část E59 opouští dálnici A1 v Mariboru. Tento úsek je veden peážně s E57. |
| Slovinsko  | 548-583 | A4      | Maribor Gruškovje        | 2            | |
| Chorvatsko | 583-644 | A2      | Macelj Záhřeb            | A3 D205 D307 | Jižní úsek E59 opouští tuto část na Jankomirské křižovatce na záhřebském obchvatu, odkud pokračuje jako dálnice A3 (E70). Nejjižnější část celé trasy.                                                                        |